# Einbeck
Einbeck, en bajo alemán Eimbeck o Aimbeck, es una ciudad hanseática en el estado de Baja Sajonia, en Alemania. Está situada en la confluencia de los ríos Ilme y Krummes Wasser y del canal Mühlenkanal. El año 2013 tenía 31.591 habitantes.

## Historia

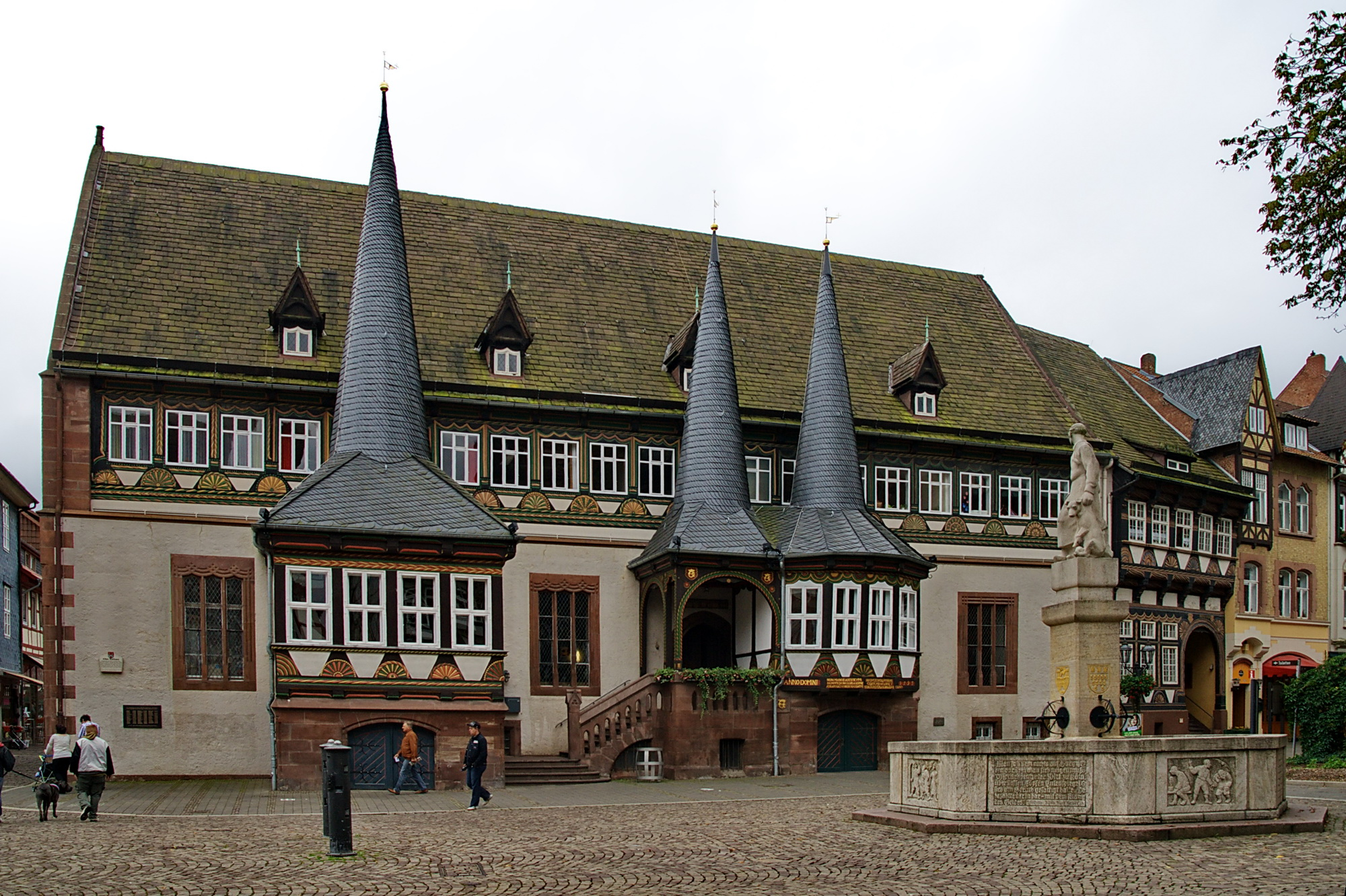
La antigua casa de la villa con las tres torres y la fontana de Till Eulenspiegel

Los orígenes de Einbeck se encuentran en una pequeña localidad llamada Eimbeeke. El sufijo -beeke puede referirse al riachuelo Krummes Wasser, el sentido del prefijo Ein/Eim es incierto. La primera mención escrita in loco Einbike data de 1158 y se encuentra en un acta de compraventa de tierras de Federico I Barbarroja. El conde Teodorico II de Katlenburg y la condesa Gertrud de Braunschweig fundaron una colegiata dedicada al mártir Alexandre de Roma. Al otro lado del río se creó un mercado y una segunda iglesia. En 1252 el pueblo obtuvo derechos de ciudad y el río fue desviado en el entorno de la nueva muralla. En 1279 el duque Heinrich I de Braunschweig-Grubenhagen extendió los derechos y privilegios. 700 casas obtuvieron la patente de fabricar cerveza. La industria se desarrolló y el consejo de la ciudad organizó la comercialización de parte de la producción no utilizada para el uso personal. 
El 1368 la ciudad se unió a la Liga Hanseática, que contribuyó a una gran prosperidad que duró hasta el siglo XV. En esta época, Einbeck estaba más poblada que Hannover. Para proteger la ciudad se construyó un talud, que se sembró de árboles. De las torres solo quedan unos topónimos que permiten seguir el curso de esta línea de defensa en un mapa: Kuventhaler Turm, Klapperturm, Pinkler, Reinserturm, Leineturm, bei der Landwehr...
Dos grandes incendios, en 1540 y en 1549, destruyeron casi toda la ciudad. La mayoría de los edificios son pues posteriores a estas catástrofes. La guerra de los Treinta Años provocó la destrucción de un centenar de casas y marcó el ocaso de la ciudad. Durante la guerra de los Siete Años se hicieron saltar las murallas. Duró hasta el siglo XVII, antes de que el desarrollo de la industria del textil contribuyera a un nuevo renacimiento. 
Durante la anexión francesa (1807-1813) la ciudad fue la sede de una subprefectura. En 1826, el barrio de Neustadt se quemó. En 1885, la ciudad se convierte en sede del landkreis. En 1974 Einbeck se fusiona con el distrito de Northeim. El mismo año, otros 27 municipios rurales se fusionaron con la ciudad.
En 1946, la población se dobló con la llegada de personas de habla alemana expulsadas de Silesia, un territorio que la Conferencia de Potsdam atribuyó en su mayor parte a Polonia.

## Geografía y economía

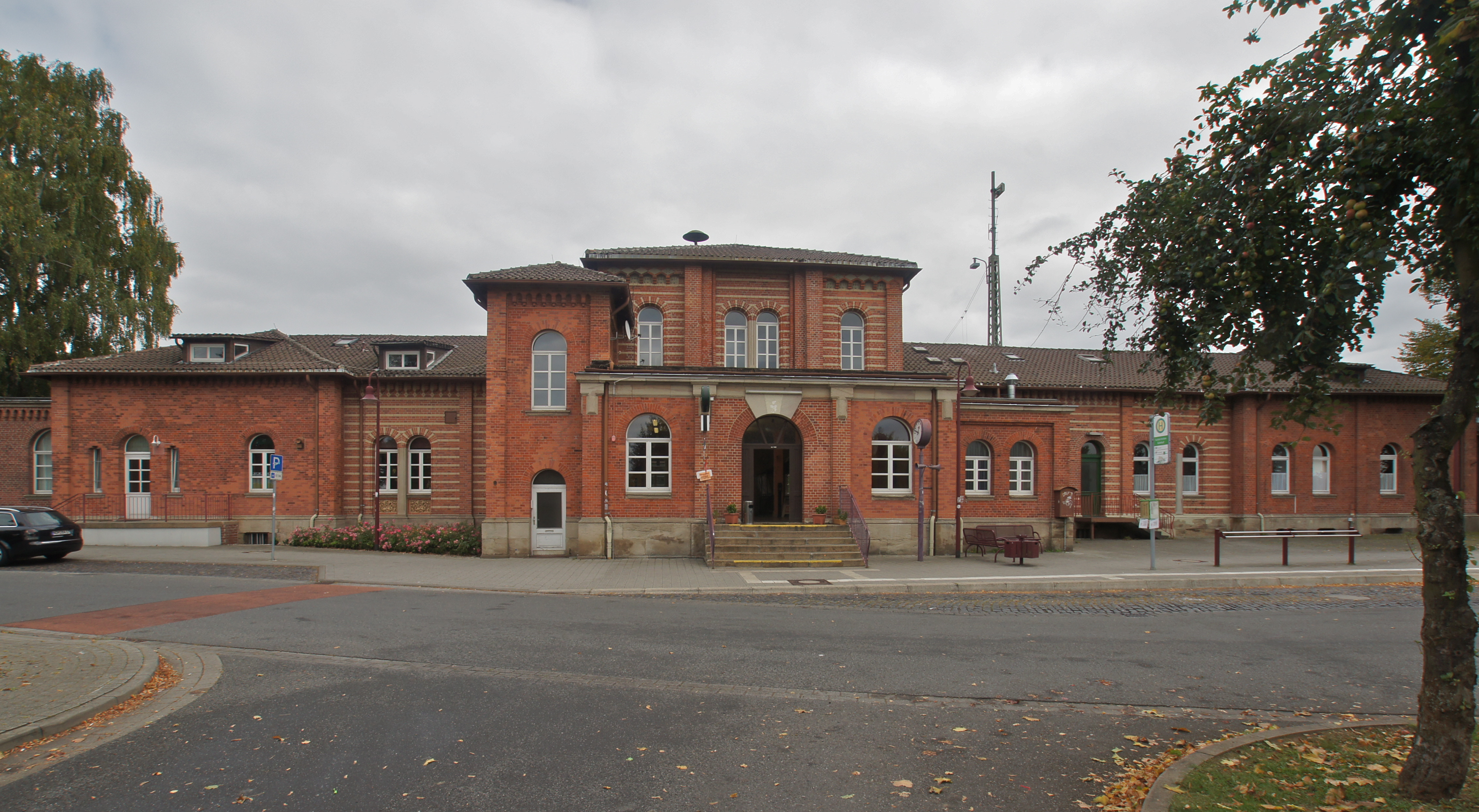
La estación de Salzderhelden (Up den Saulte)

La ciudad de Einbeck está situada en el valle que forman los ríos Krummes Wasser y Ilme, cerca de los bosques de Einbeck y Northeim. Una decena de riachuelos con valles suaves, excepto el abrupto valle del Krummes Wasser, en la barriada de Kuventhal, caracterizan sus terrenos. La ciudad es un importante centro industrial dedicado principalmente a la fabricación de cerveza y de componentes para la industria del automóvil. Desde hace años, un molino artesanal prosigue la industria centenaria ya casi desaparecida: la fabricación de mostaza. Hasta 1995  hubo una fábrica de bicicletas.
El centro histórico está casi intacto y los restos de las murallas que se conservan forman la base de su interés turístico, la nueva industria de Einbeck. El municipio está cruzado, en su zona occidental, por la carretera federal Bundestraße 3, de Buxtehude a Weil. La estación de trenes central fue cerrada en 1984 y solo sirve para el transporte de mercancías y trenes históricos especiales. La estación más próxima se encuentra en dirección a Hannover-Göttingen, en la ciudad de Salzderhelden. Los aeropuertos más próximos se encuentran en Hannover, Kassel y Paderborn.

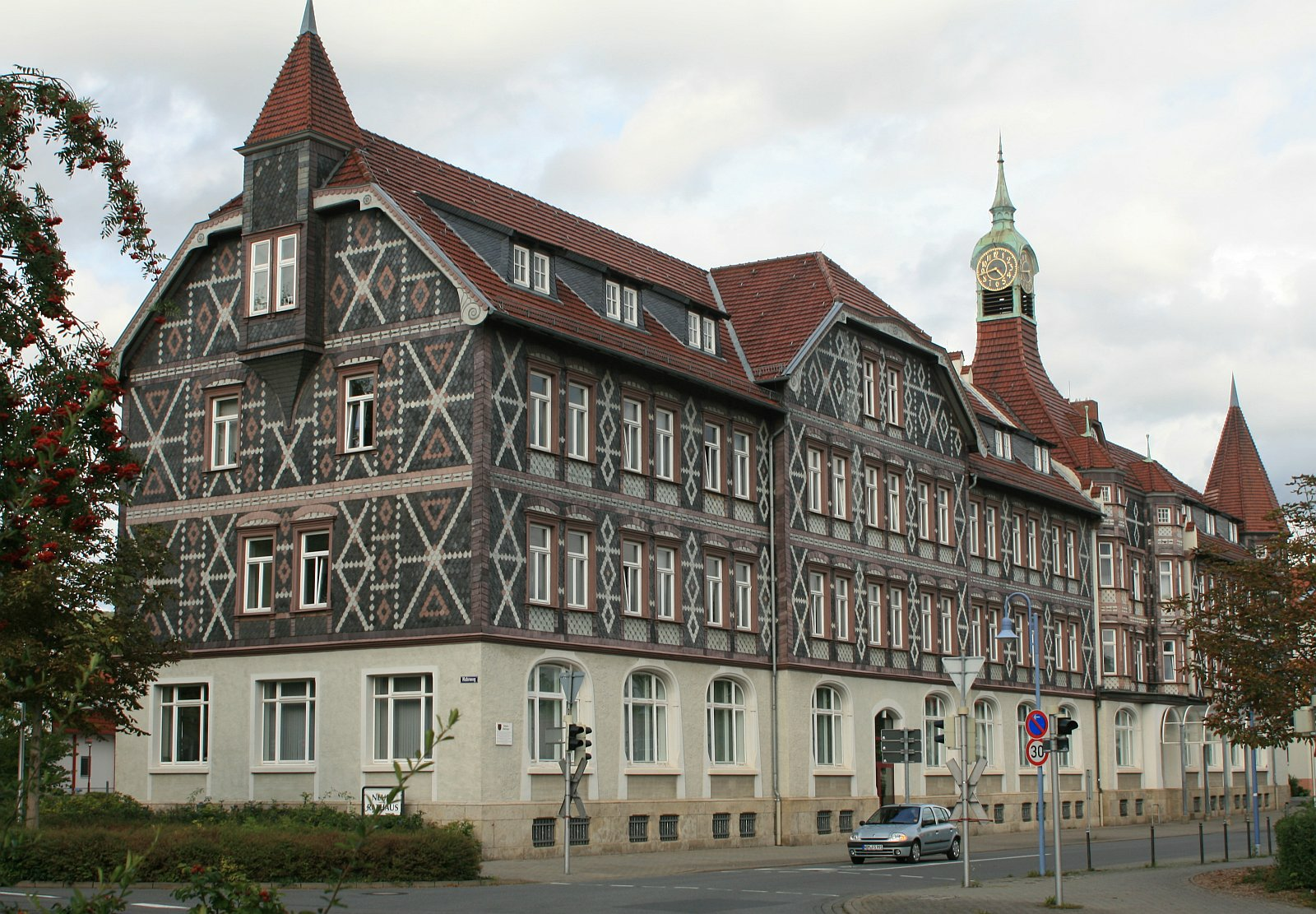
Casa de la villa nueva de Einbeck, un antiguo cuartel prusiano

### Hidrografía
| - Aue (Rebbe) - Beke - Diesse - Hillebach - Ilme - Krummes Wasser | - Leine - Mühlenkanal - Rebbe - Rotte - Stroiter Bach |

## Lugares de interés
Casi todas las casas del casco histórico están construidas con entramado de madera con policromía y esculturas muy ricas. La ciudad se encuentra al circuito turístico del entramado de madera.
- Einbecker Brauhaus
- Iglesia de Alexandre
- Iglesia de Jaume o del Mercado
- El museo Stadmuseum con su colección de 80 bicicletas históricas
- El paseo a lo largo de las murallas
- El Acueducto del Mühlenkanal
- La ruina del castillo Heldenburg a Salzderhelden

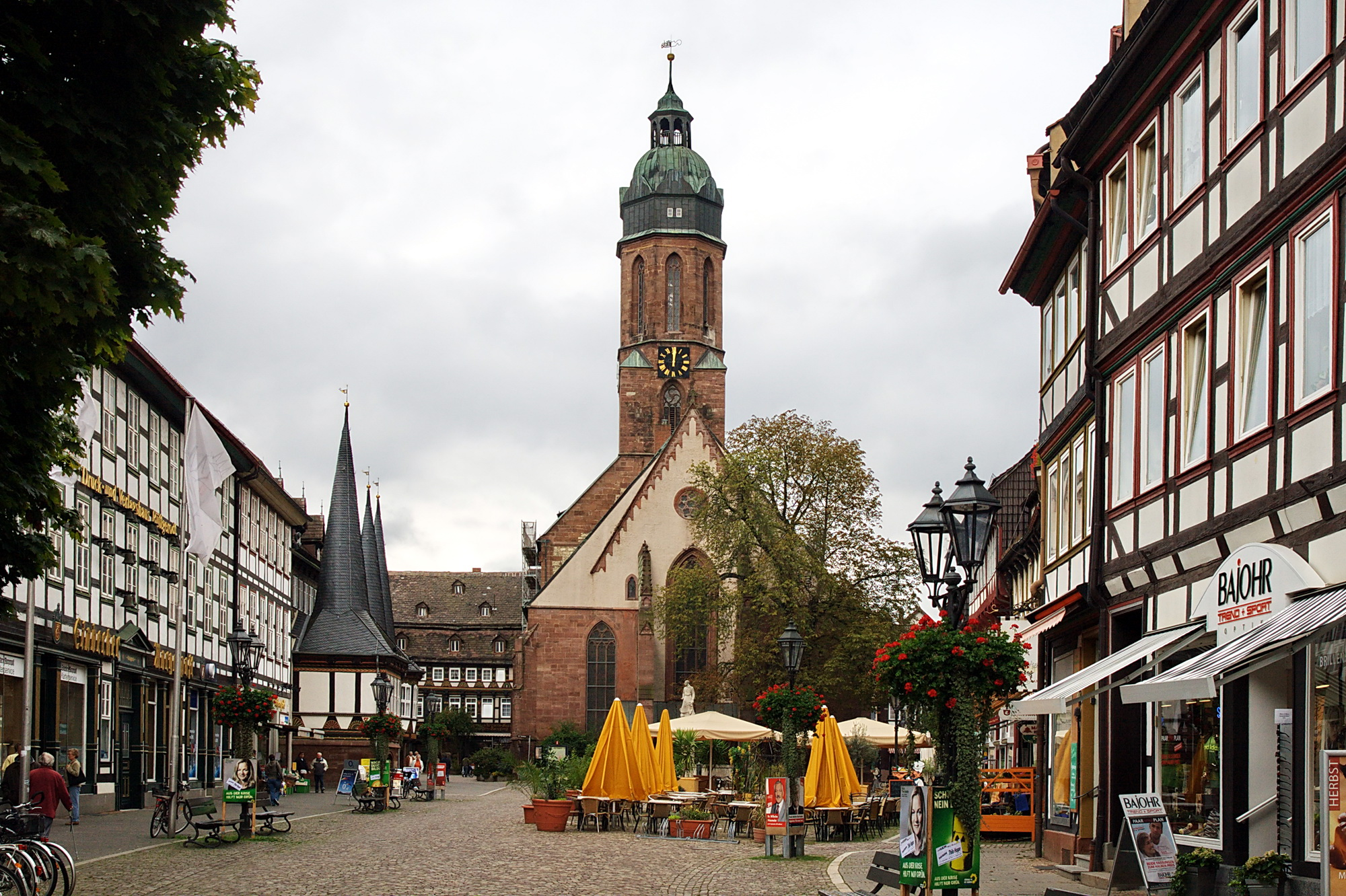
La plaza del mercado
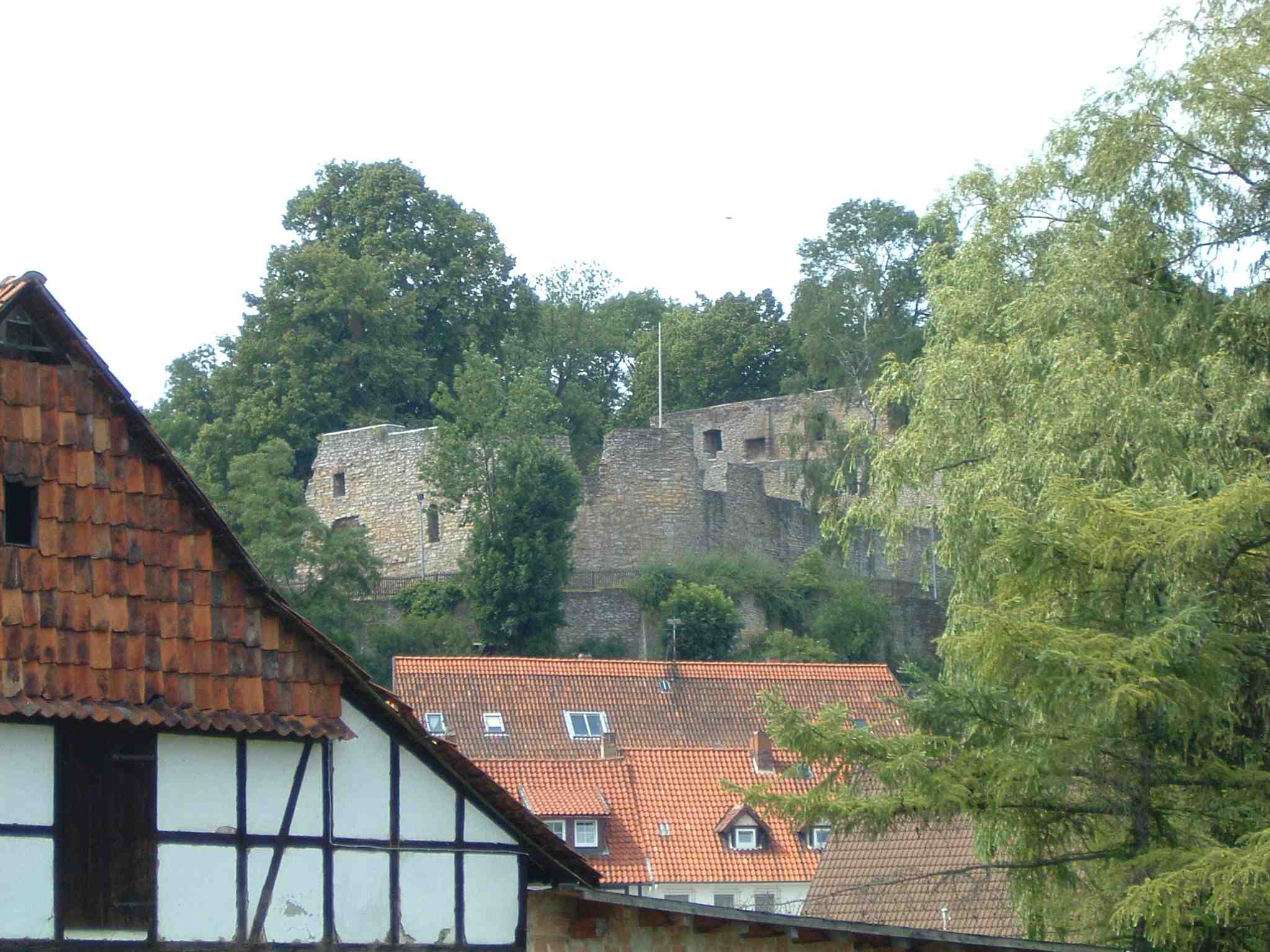
El castillo Heldenburg
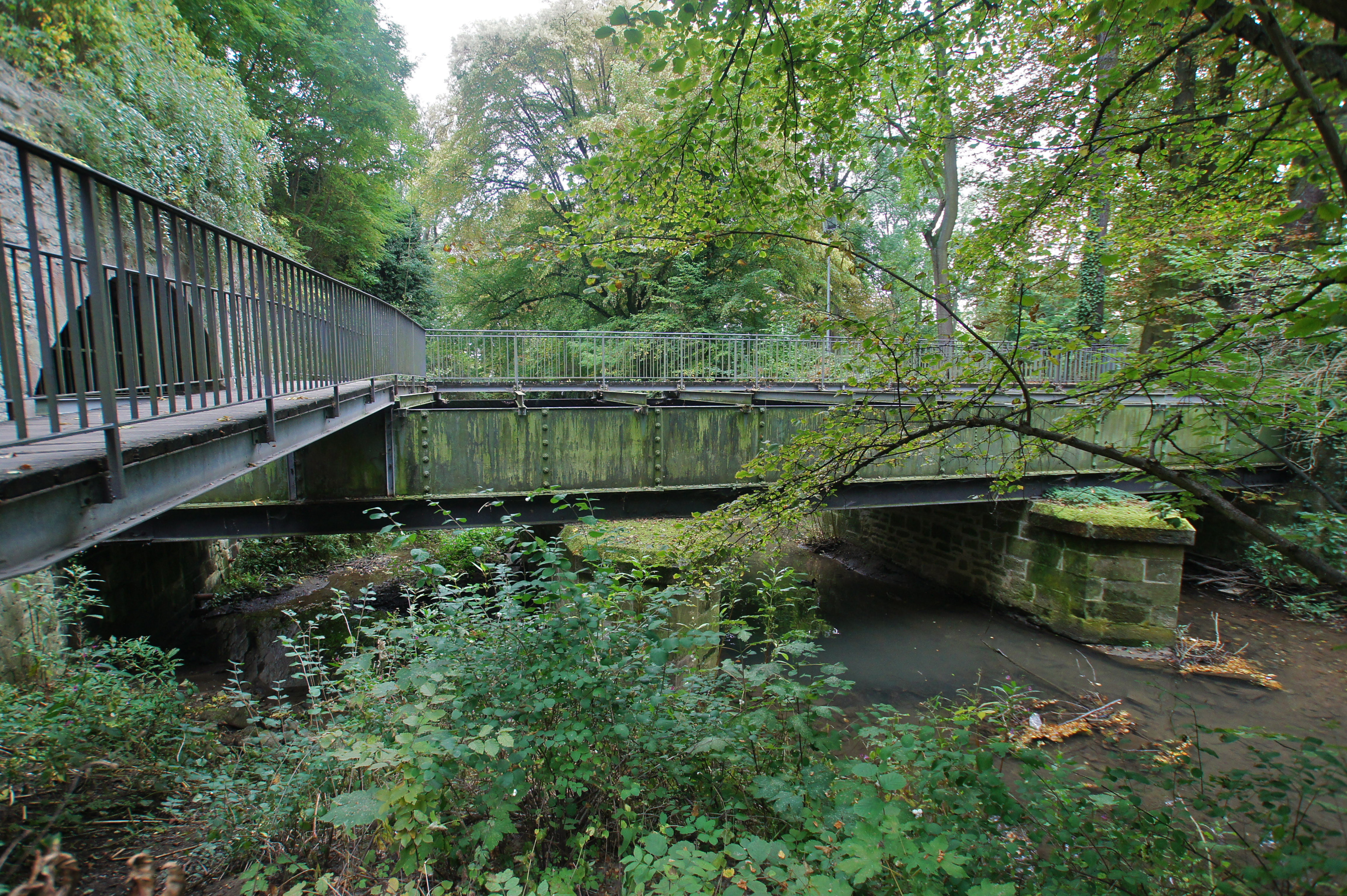
El acueducto del Mühlenkanal encima el Krummes Wasser
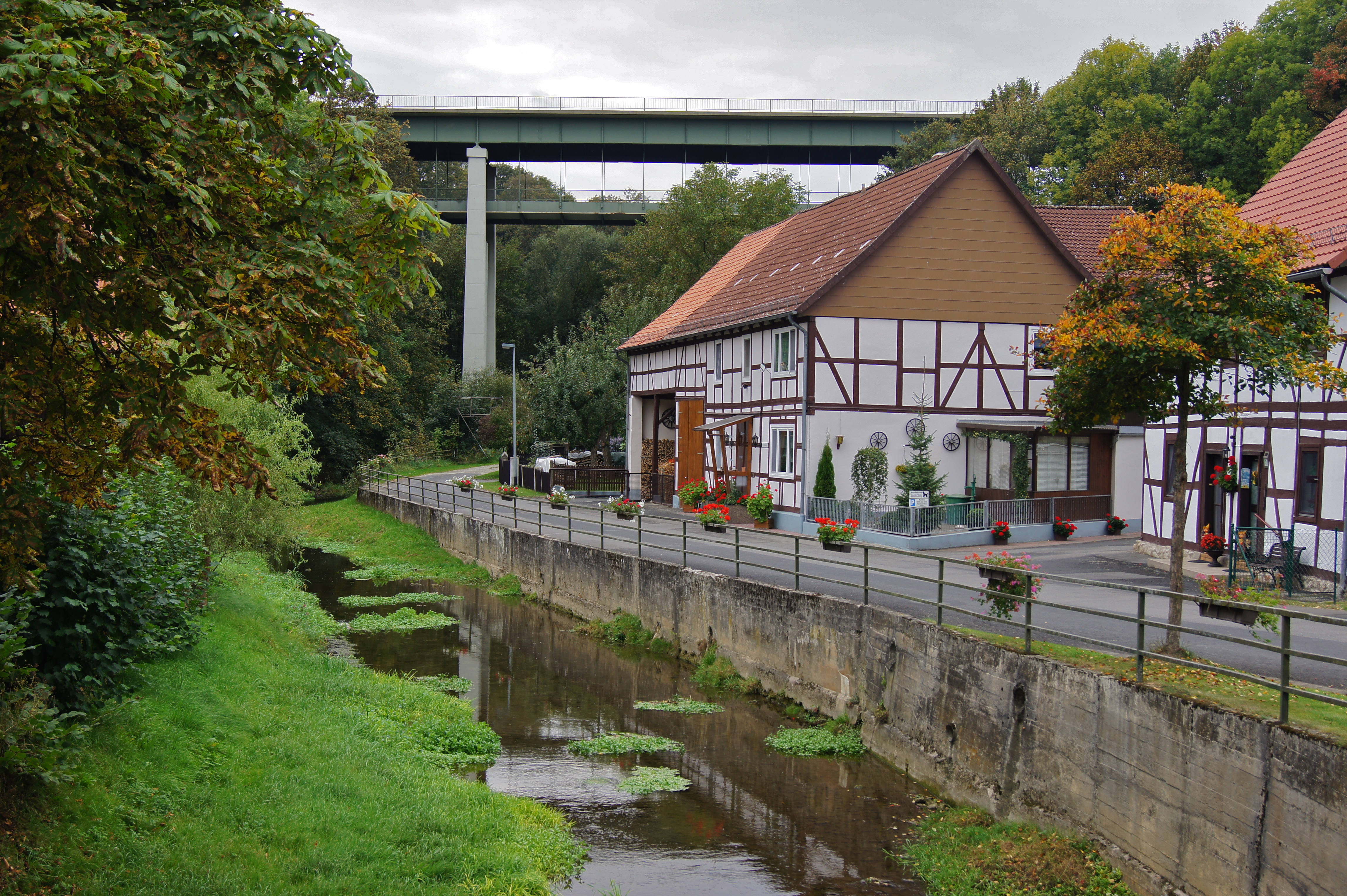
Kuventhal
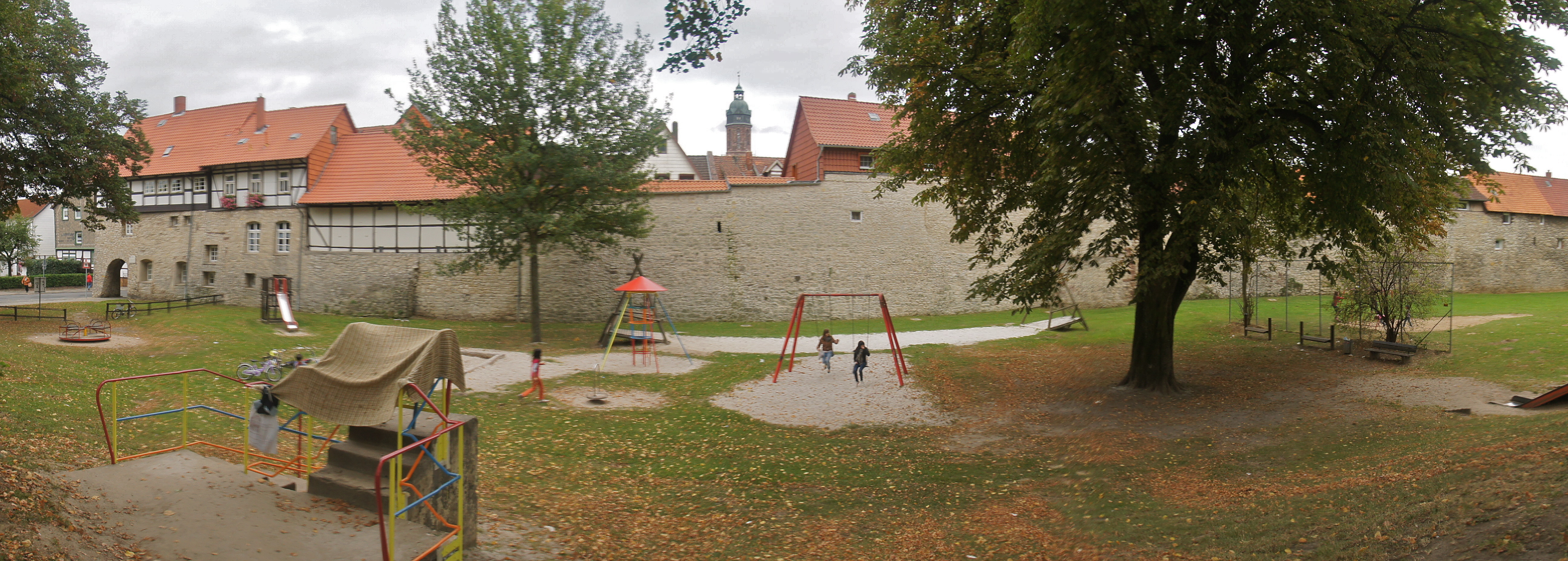
El paseo fuera de la muralla cerca del puerta Tiedexer Tor
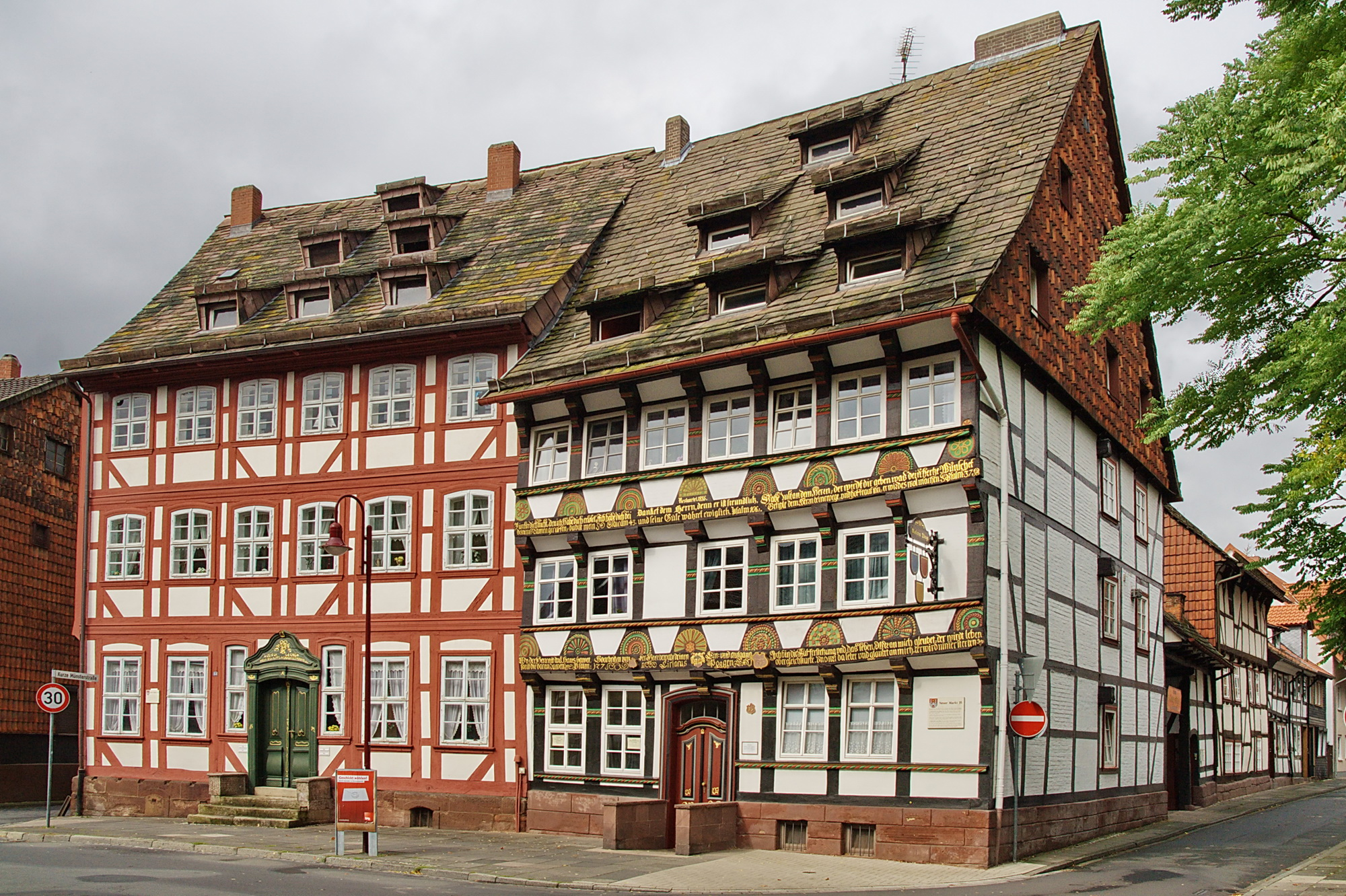
Casas con entramado de madera
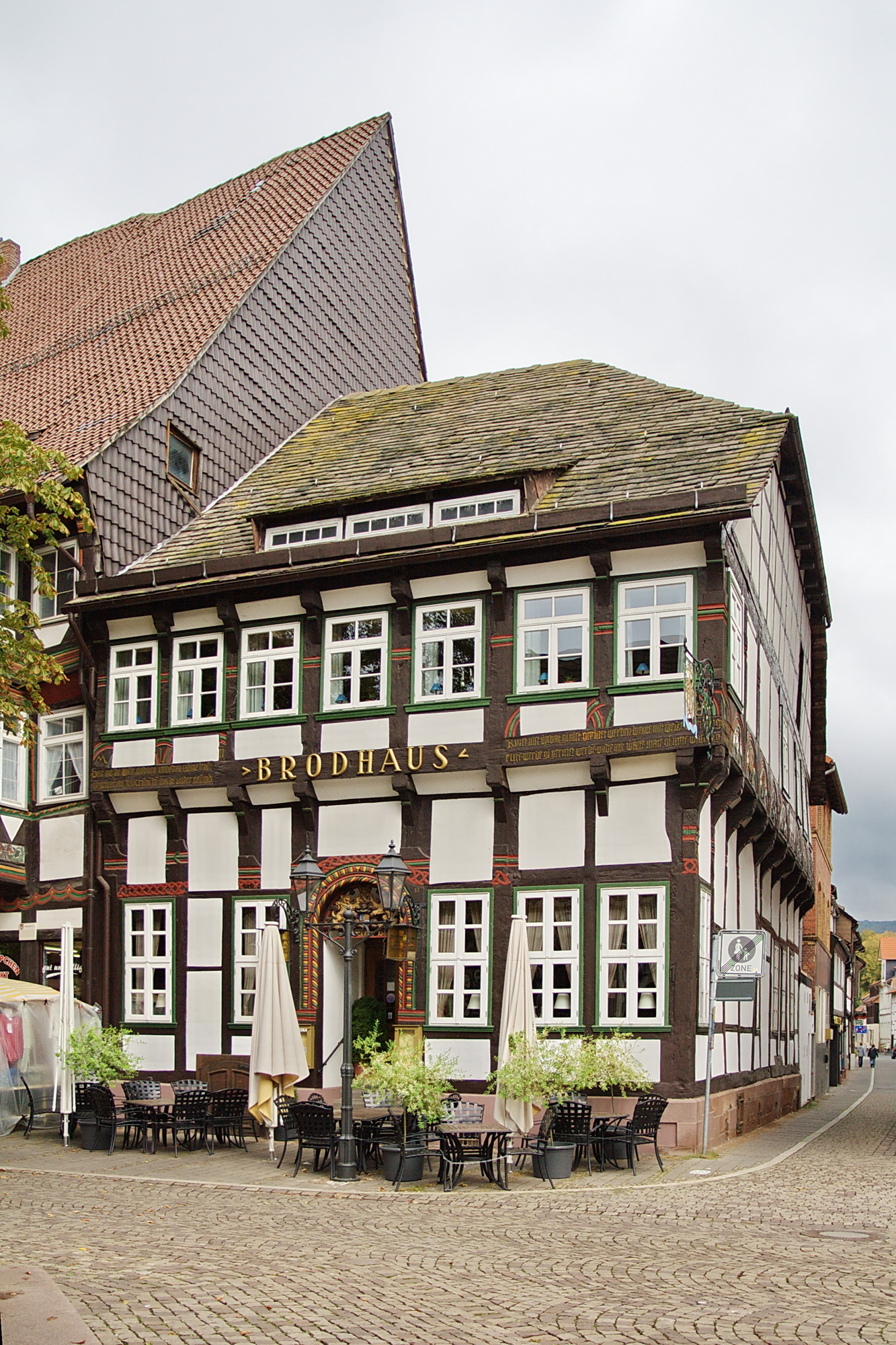
El Brodhaus (casa del pan)
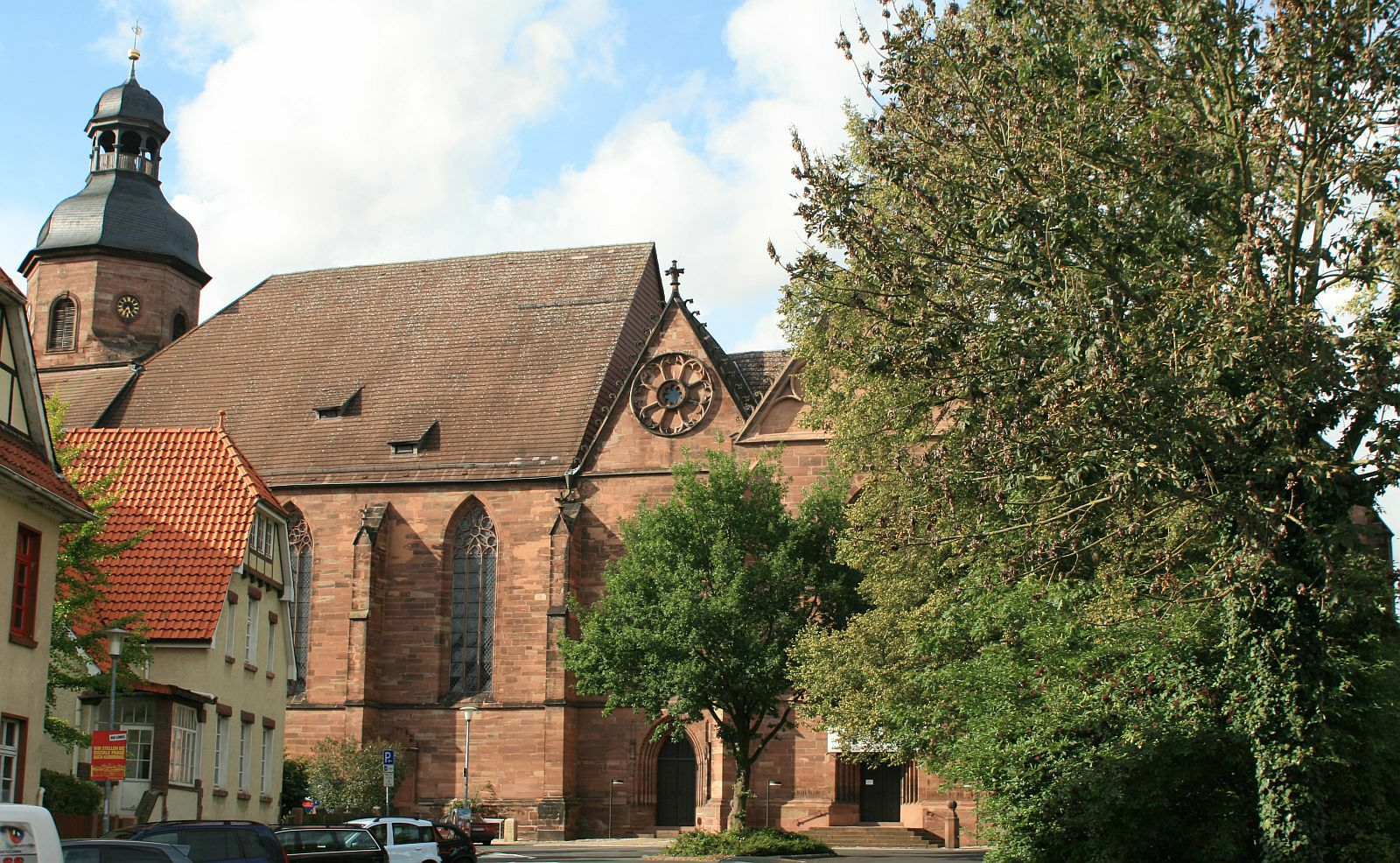
Iglesia de Alexandre
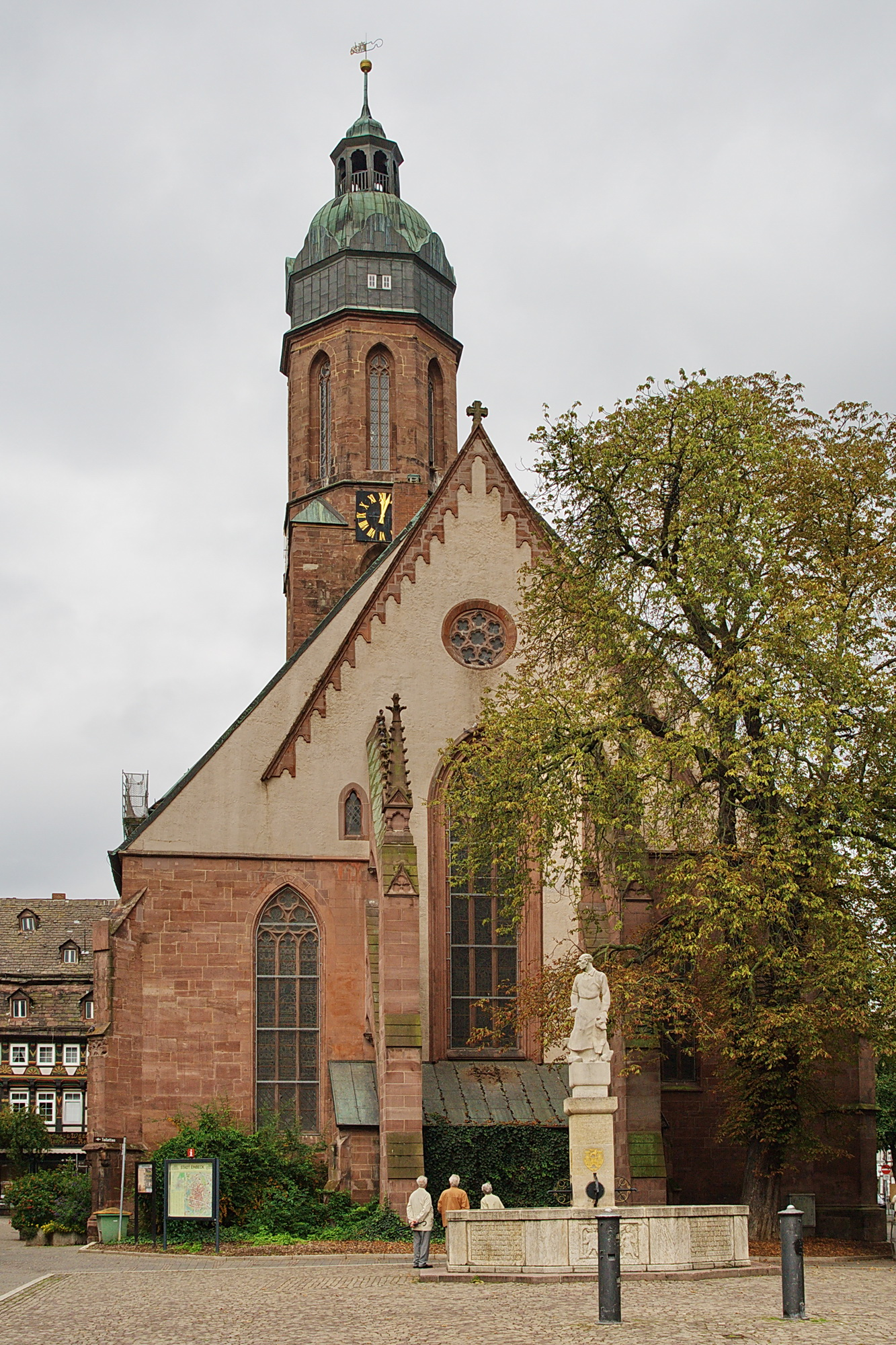
Iglesia de Jaume dicha iglesia del mercado
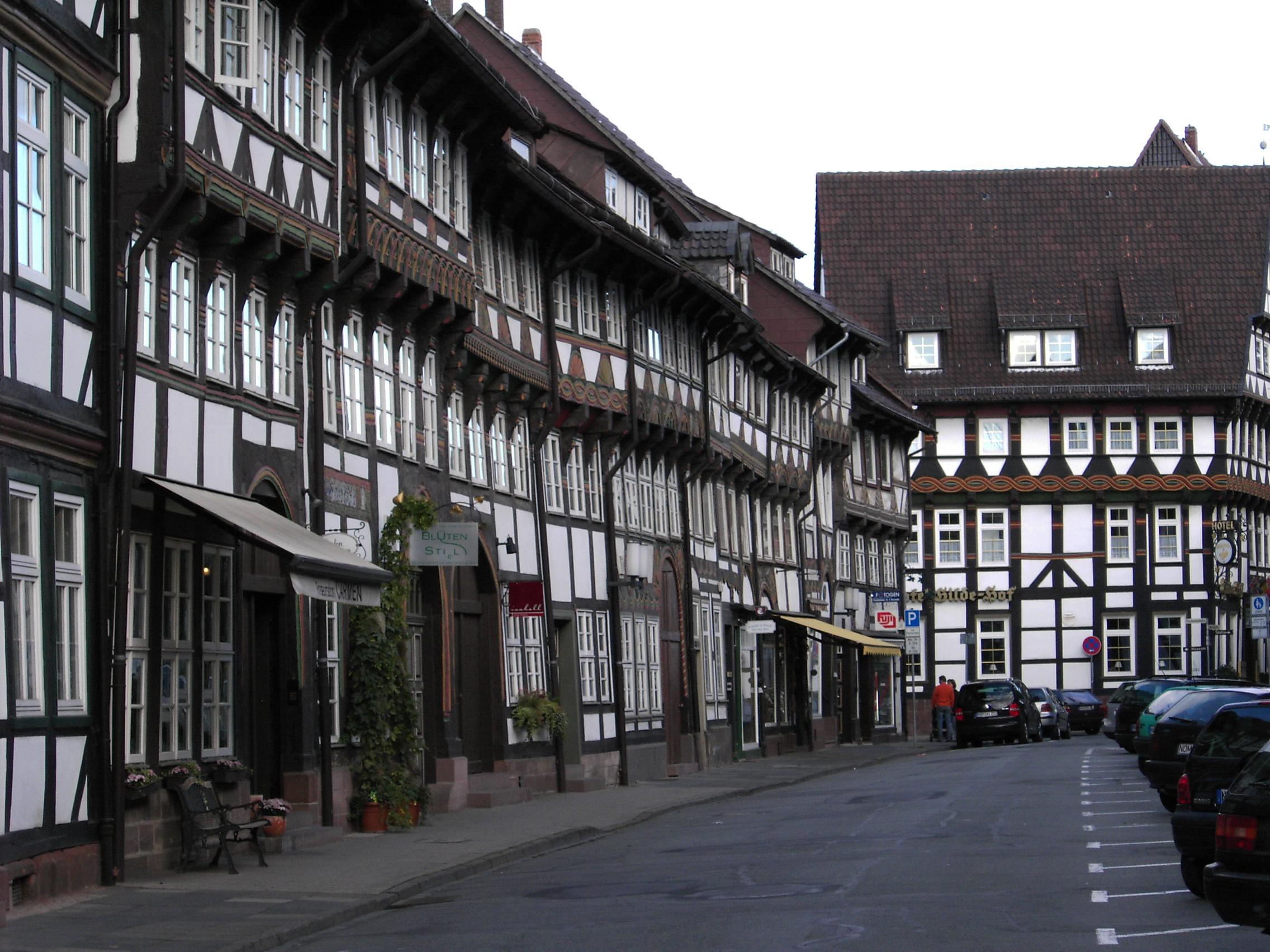
Un conjunto de casas de entramado de madera a la calle Tiedexer Straße
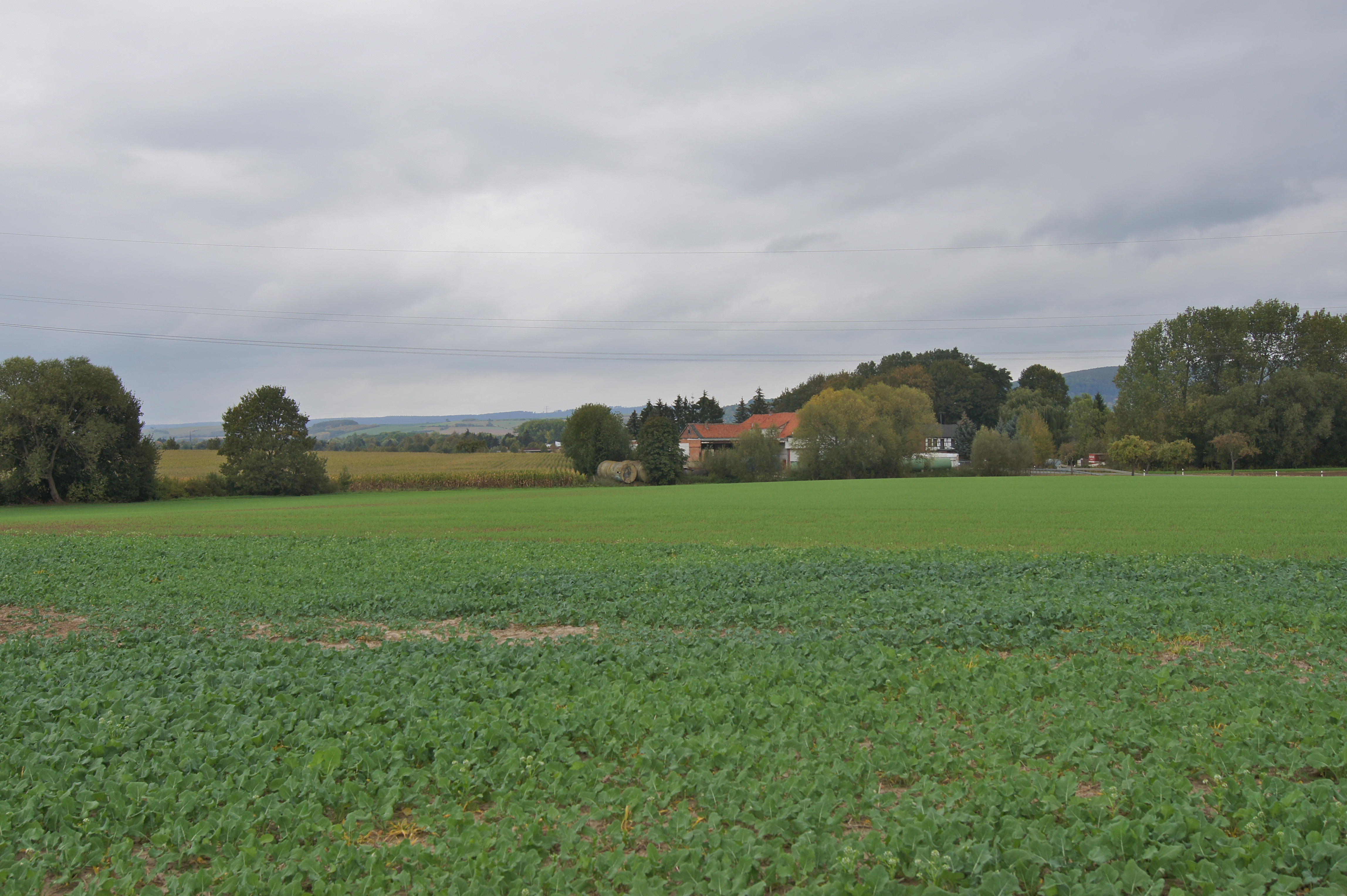
El río Rebbe al lugar dicho Reinserturm al antiguo landwehr de la ciudad

## Ciudades hermanadas
La ciudad de Einbeck mantiene relaciones de hermanamiento con las siguientes localidades:
- Paczków (Polonia), desde 1954.
- Thiais (Francia), desde 1962.
- Artern (Saxònia-Anhalt), desde 1990.
- Keene (Nuevo Hampshire), Estados Unidos desde 2002.
- Topoľčaño, Eslovaquia.